# Ниссин (броненосен крайцер, 1903)
Ниссин (на японски: 日進) е броненосен крайцер, втори кораб на типа „Касуга“, построени за Японския императорски флот от Италия. Участва в Руско-японската и Първата световна война.

## Конструкция

### Въоръжение
Главният калибър на крайцера са четири 203-mm оръдия с разделно зареждане система на Уилям Армстронг с дължина на ствола 45 калибра. Оръдията са сдвоени в кули с овална форма с плосък покрив в носа и на кърмата на кораба. Куполните установки имат електропривод и резервно ръчно управление. Максималната далечина на стрелбата им е до 18 000 m, максималната скорострелност до 2 изстрела в минута.
Артилерията на средния калибър се състои от 14 152-mm скорострелни оръдия с разделно зареждане система „Армстронг“ с дължина на ствола 40 калибра. Максималната далечина на стрелбата е до 9100 m, максималната скорострелност 5 – 7 изстрела в минута. От тях десет оръдия са в бронирана батарея – по пет оръдия на борд, четири оръдия са на горната палуба.
Десетте 76 mm скорострелни оръдия са поставени: шест на горната палуба (по три на борд), по две оръдия на носа и в кърмата на батарейната палуба. Максималната далечина на стрелбата съставлява до 10 740 m, максималната скорострелност е до 15 изстрела в минута.
Шестте 47-mm скорострелни оръдия „Хочкис“ са поставени по две на кърмовия и носовия мостик и по едно на десния и левия борд при мачтата. Максималната далечина на стрелбата съставлява до 6000 m, максималната им скорострелност до 20 изстрела в минута.
Също има и четири 7,62-mm картечници „Максим“.

## История на службата

### Руско-японска война
На 11 април 1904 г. крайцерите „Ниссин“ и „Касуга“, с края на прехода от Италия, влизат в състава на Съединения флот. На 12 април „Ниссин“ и „Касуга“ заедно с 1 боен отряд отплават към Порт Артур за прикриване на постановката на мини от транспорта „Корио мару“. През нощта при Порт Артур има бой между прикриващите постановката на мини 2-ри отряд изтребители и миноносеца „Страшний“, в резултат на който руският кораб е потопен. Излезлият на помощ на миноносеца броненосен крайцер „Баян“ е обстрелян от крайцерите на 3-ти боен отряд, изпратен специално, за да „подмами“ руската ескадра към поставеното от „Корио Мару“ минно поле. Корабите на руската ескадра начело с броненосеца „Петропавловск“ под флага на вицеадмирала Степан О. Макаров, „Полтава“, „Асколд“, „Диана“ и „Новик“ излизат към мястото на гибелта на „Страшний“ и успешно преодоляват минното поле. „Петропавловск“ открива огън по японските крайцери и те започват да се оттеглят на изток. Към 09:15 в района на боя пристига 1-ви боен отряд заедно с „Ниссин“ и „Касуга“, след което руските кораби обръщат към Порт Артур. Тук към тях се присъединяват броненосците „Победа“ и „Пересвет“, след което Макаров отново излиза за сближение с японските кораби. Този път курсът води направо към мините. В 09:43 броненосецът „Петропавловск“ се натъква на мина и потъва с по-голямата част от екипажа си. Японските кораби не се решават да атакуват руската ескадра под прикритието на бреговите батареи и се връщат на котвената си стоянка.
Вечерта на 14 април в състава на 1-ви боен отряда „Ниссин“ и „Касуга“ отново се насочват към Порт Артур. В утрото на 15 април „Ниссин“ и „Касуга“ се отделят от отряда, за да водят балистична стрелба по руските кораби, които се намират на вътрешния рейд в Порт Артур.
Около 09:30 двата крайцера откриват огън по града и залива. С първите изстрели са повредени броненосеца „Ретвизан“ и канонерската лодка „Отважний“. Един снаряд уцелва подводната част на бронирания пояс на броненосеца „Пересвет“, но не се взривява и не нанася повреди. По японските крайцери е открит огън от бреговата батарея на Ляотешанския полуостров и корабите, стоящи в залива на котва – „Ниссин“ и „Касуга“ успяват да подавят огъня на бреговата батарея, а при близки падения на снаряди от руските кораби маневрират, уклонявайки се от попадения. В 12:50 по команда на адмирал Того Хейхачиро стрелбата е прекратена. Всичко в града и порта падат около 190 снаряда, в резултат са ранени пет матроса, убити са седем и са ранени трима китаеца. От руските кораби по „Нассин“ и „Касуга“ са произведени 34 изстрела, в т.ч.: „Пересвет“ – 28, „Севастопол“ – 3, „Полтава“ – 2 и „Победа“ – 1, попадения няма. При стрелбата на броненосеца „Севастопол“ се чупи лафета на дясното носово 305-mm оръдие, което не успяват да поправят до края на бойните действия.
| „ | След първите чести изстрели неприятелят мина на по-рядка стрелба; неговите 8-дюймови снаряди се взривяваха главно на Тигровата опашка, в прохода, под Златна гора и при Перепелка, където един след друг падат 2 снаряда, сред китайските фанзи, като от взрива са убити 3 китаеца и няколко са ранени. 4 от техните изстрела падат в басейна буквално до „Пересвет“, един, друг до „Полтава“ и третия до „Казан“, но за щастие от тях нито един не детонира. Падат и осколки и до самия „Севастопол“. Със следващия след него взрив на снаряд на Тигровата опашка е разрушен част от голямата цинкова парака на десантната команда, от която след това изнасят носилки и след това по телефона съобщиха, че от осколките са ранени двама матроса. Казват също, че един от нашите изстрела уцелва „Ниссин“, но май без серизни щети за него, тъй като крайцера продължи стрелбата, а след това, когато бомбардировката свърши, отплава с другия, без да се нуждае видимо от чужда помощ. | “ |
| Дневник полковника С. А. Рашевского: (Порт-Артур, 1904) / Сост. А. А. Брегман; С. А. Залесский; Д. К. Жеребов; Под ред. и с предисл. А. Л. Сидорова. -- М.-Л.: Изд-во АН СССР, 1954. – 342 с. (Исторический архив. Вып. X) | |   |

По време на стрелбата японските кораби, намиращи се извън обсега на стрелбата срещу входа на залива на Порт Артур, коректират огъня по радиотелеграф. Изпълняващият задълженията на командващ на флот контраадмирал Павел Ухтомски заповядва на радиостанциите на броненосеца „Победа“ и Златна Гора да прекъснат японските телеграми, чрез собствени сигнали с по-голяма мощност, което съществено препятства точна стрелба от „Ниссин“ и „Касуга“. Именно този случай се счита за първото успешно използване на средства за радиоелектронна борба и се отбелязва като ден на специалиста от Войските за РЕБ на ВС на Руската Федерация.

## Командири на кораба
- капитан 1-ви ранг Такеучи Хейтаро (Takeuchi, Heitaro) – от 16 февруари 1904 г. до 12 декември 1905 г.[15].
- капитан 1-ви ранг Фукуи Масайоши (Fukui, Masayoshi) – от 12 декември 1905 г. до 17 май 1907 г.[16].
- капитан 1-ви ранг Камая Тадамичи (Kamaya, Tadamichi) – от 22 октомври 1906 г. до 5 август 1907 г.[17].
- капитан 1-ви ранг Нишияма Ясукичи (Nishiyama, Yasukichi) – то 5 август 1907 г. до 7 април 1908 г.[18].
- капитан 1-ви ранг Ушида Дюзабуро (Ushida, Juzaburo) – от 7 април 1908 г. до 20 ноября 1908 г.[19].
- капитан 1-ви ранг Ямада Нараносуке (Yamada, Naranosuke) – от 10 декември 1908 г. до 1 декември 1909 г.[20].